# 张绪胜
张绪胜（1954年7月—），甘肃甘谷人。男，汉族。1969年2月参加工作，1970年9月加入中国共产党。中华人民共和国政治人物。

## 生平
早年于兰州军区服役，累官至兰州军区军训部副部长。1992年9月，张绪胜离开军队，出任文职，先后担任青海省统计局副局长、甘肃省统计局副局长、统计局局长。2001年4月，张绪胜任中共武威地委书记，武威撤地建市后，他成为首任市委书记。2008年5月，转任甘肃省工商行政管理局局长、党组书记。2011年7月，转任甘肃省人大常委会副秘书长。2012年1月，任甘肃省人大常委会秘书长，直到2017年5月辞职。
2008年，当选第十一届全国人民代表大会甘肃地区代表。